# Brignoliella vitiensis
Espèce
Brignoliella vitiensis est une espèce d'araignées aranéomorphes de la famille des Tetrablemmidae.

## Distribution
Cette espèce est endémique des Fidji.

## Étymologie
Son nom d'espèce, composé de viti et du suffixe latin -ensis, « qui vit dans, qui habite », lui a été donné en référence au lieu de sa découverte, Viti Levu.

## Publication originale
- Lehtinen, 1981 : Spiders of the Oriental-Australian region. III. Tetrablemmidae, with a world revision. Acta Zoologica Fennica, vol. 162, p. 1-151.